# Giuliano di Ascalona
Giuliano di Ascalona (fl. VI secolo) è stato un architetto bizantino vissuto nel VI secolo e originario di Ascalona, antica città a nord di Gaza.
Compilò un trattato di urbanistica, giunto fino a noi attraverso numerose versioni, dal quale si desume che, per lo meno sul terreno della teoria e della legislazione, ancora a quest'epoca si guarda con attenzione alla città e alla sua crescita armonica; in questo senso si spiegano le precise prescrizioni sulle distanze minime tra gli edifici, sulle loro elevazioni, sulla distribuzione degli spazi riservati al commercio e all'artigianato e a quelli di carattere residenziale, sull'organizzazione infine della rete idrica.